# Chai (banda)
Chai foi uma banda pop rock japonesa, formada em 2012 em Nagoia. O grupo era composto por quatro membros: Mana, Kana, Yuuki e Yuna. Além de terem criado músicas tema para os animes Dinosaur Biyori e Oshiete, Hokusai!, participaram de colaborações especiais com artistas como Gorillaz e Duran Duran.
A banda lançou seu primeiro álbum de estúdio, Pink, em 2017. Após mais três álbuns, elas anunciaram sua separação em 2024.

## Carreira
Chai foi formada em 2012 em Nagoya, província de Aichi, pelas irmãs gêmeas Mana e Kana, ao lado de Yuna e Yuuki. Com exceção da última, elas são de Nagoya e estudaram na mesma turma no ensino médio, sendo membros do clube de música leve da escola, realizando covers de músicos como Tokyo Jihen e Aiko. Yuna apresentou as outras membros canções japonesas que não se enquadravam facilmente na definição tradicional de "j-pop", como a banda Cero ou Kimyō Reitaro.
Depois que elas se graduaram e foram para a universidade, Mana tornou-se amiga de Yuuki (que havia se mudado para Nagoya, originalmente da prefeitura de Gifu), e sugeriu às quatro que formassem uma banda. O nome da banda vem do chá russo conhecido como chai, escolhido por Kana quando ela lembrou que tomou chá com geléia com seu professor de literatura russa em um restaurante russo. Além disso, ela buscava um nome curto.
No início, Chai se apresentou principalmente na província de Aichi, mas eventualmente se deslocaram para poder tocar em locais ao redor de Tóquio. A banda começou a lançar singles de forma independente em 2013, e realizou uma turnê pela região central do Japão nas férias de verão. Seu primeiro grande show foi realizado no Zepp Nagoya, quando a banda foi finalista em uma competição de bandas universitárias.
O EP de estreia Hottaraka Series foi lançado em agosto de 2015, vendido exclusivamente na varejista digital Ototoy ou nos shows ao vivo. Em agosto de 2016, o EP foi lançado em serviços de streaming em todo o mundo, com a música "Gyaranboo" alcançando a posição 36 no top 50 do Spotify no Reino Unido.
Chai mudou-se para Tóquio oficialmente em 2016 para serem artistas musicais em tempo integral. Em outubro, Chai assinou contrato com a Sony Music Japan após vencer uma competição que buscava artistas para se apresentar no Japan Nite no festival SXSW em Austin, Texas, Estados Unidos. Em dezembro, Hottaraka Series foi lançado em todo o país. Após se apresentarem no SXSW em março de 2017, a banda lançou seu segundo EP, Homegoro Series, distribuído pela Otemoyan Record, gravadora fundada pelo próprio grupo.
Chai lançou seu primeiro álbum de estúdio Pink em outubro de 2017, alcançando a posição 41 na parada de álbuns da Oricon e sendo o quarto lançamento independente mais vendido na semana. Pink foi bem recebido pela crítica, sendo escolhido como um dos 10 finalistas do CD Shop Awards 2018 pela equipe de lojas de discos de todo o Japão. Em fevereiro, o álbum foi lançado nos EUA pela Burger Records, que assinou com Chai após se interessar pelo videoclipe de "Boyz Seco Men".
Chai buscou desde cedo expandir sua música globalmente, e elas consideram estranho que muitos artistas musicais japoneses se concentrem apenas no mercado interno. A banda completou sua segunda turnê pelos EUA em março. No Reino Unido, Chai assinou contrato com a Heavenly Recordings e excursionou pelo país em outubro como banda de apoio ao Superorganism. Em fevereiro de 2019, lançaram seu segundo álbum de estúdio, Punk.
A banda assinou contrato com o selo indie americano Sub Pop em outubro de 2020. Em 2020, Chai colaborou com Gorillaz e JPEGMafia em "MLS", uma faixa do álbum Song Machine, Season One: Strange Timez. O vocalista do Gorillaz, Damon Albarn, descobriu Chai depois que um membro da seção de cordas da banda viu elas tocando em Londres. Em 2021, elas colaboraram com Duran Duran no single "More Joy!". Em janeiro de 2022, a banda assinou contrato com a Sony Music Japan International, lançando a música tema do drama Koisenu Futari no mesmo mês.
Chai anunciou em janeiro de 2024 que elas se separariam após sua próxima turnê japonesa, que termina em março. As membros disseram que planejam “continuar nossa jornada de amor... e continuar a cumprir nossas próprias visões pessoais”.

## Estilo musical e influências

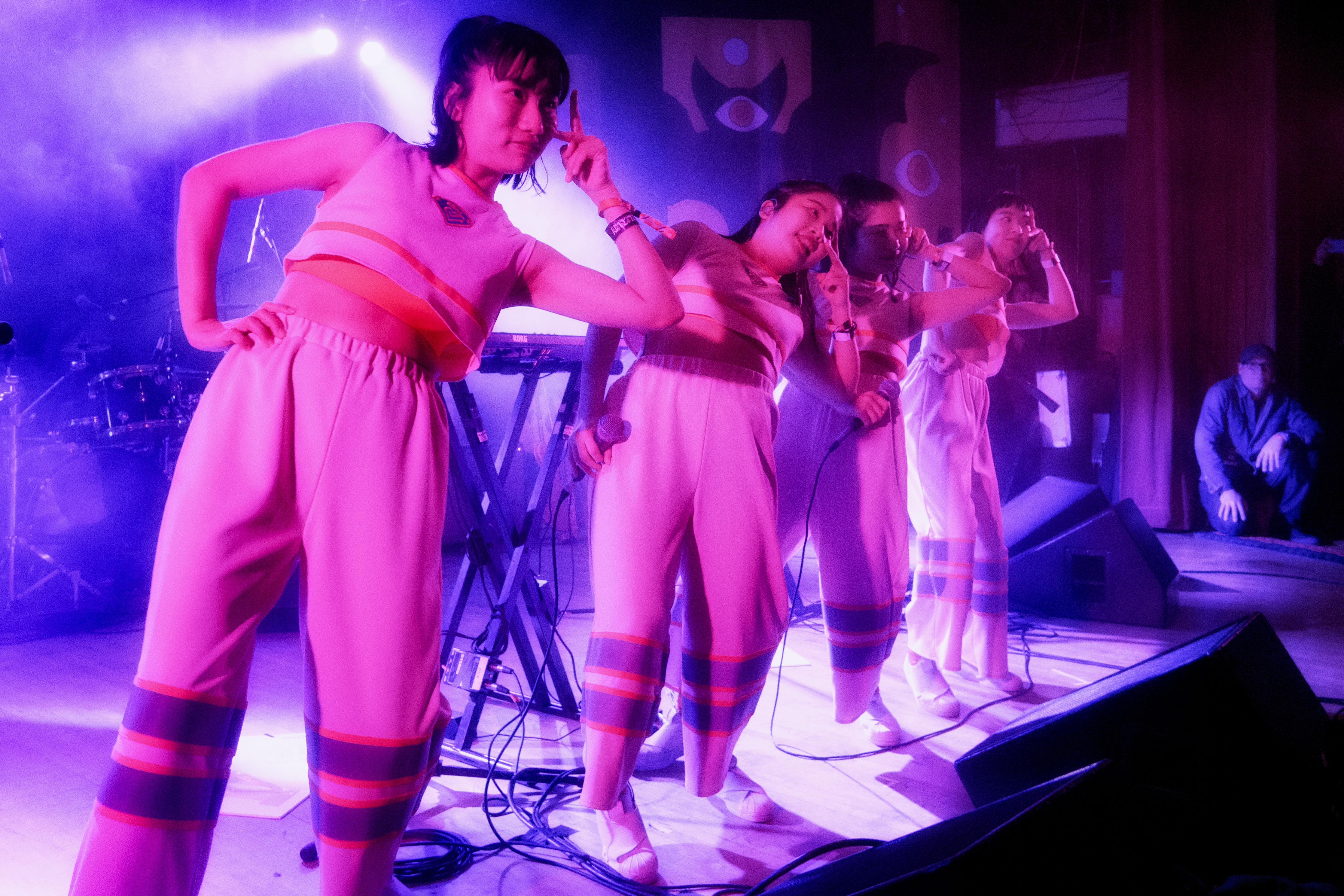
Chai se apresentando no Treefort Music Fest em 2019.

Mana é a vocalista principal do grupo, enquanto as outras membros cantam os vocais de apoio. Mana toca teclado, Kana a guitarra, enquanto Yuna e Yuuki são baterista e baixista da banda, respectivamente. Para a maioria das canções, Mana e Kana as compõem juntas usando um aplicativo de gravação de voz em seus telefones, enquanto Mana canta e Kana compõe no violão. Yuuki escreve as letras e todos os membros criam os arranjos para cada música.
A banda se descreve como uma new exciting onna-band (ニュー・エキサイト・オンナバンド; "emocionante nova banda feminina") ou "NEO". Elas desejam redefinir a definição de kawaii ("fofo") para "neo kawaii", sentindo que todos ao seu redor estavam se forçando à uma definição restrita de fofo. Acreditam que cada um é fofo à sua maneira e queriam expressar isso através de sua música. Como tema visual, as integrantes do Chai decidiram usar a cor rosa, sentindo que escolher ativamente fazer isso era libertador, pois não sentiam que a cor lhes convinha naturalmente. A banda usa complexos psicológicos como inspiração para suas músicas.
O álbum de 2007 Variety da banda japonesa Tokyo Jihen foi uma das primeiras influências para a Chai, inspirando-as a garantir que cada música de um lançamento fosse distinta. A banda lista Basement Jaxx, Jamiroquai, Gorillaz e CSS como algumas de suas principais influências. Em Pink, Chai atraiu influência de The Chemical Brothers e de grupos eletrônicos como Chvrches e Justice. Yuna foi inspirada à se tornar baterista por Katchan do grupo pop/rap de Okinawa Orange Range.

## Discografia

### Álbuns de estúdio
| Título | Detalhes | Posição de pico | Posição de pico |
| Título | Detalhes | JP Oricon       | JP Billboard    |
| ------ | --- | --------------- | --------------- |
| Pink   | - Lançamento: 25 de outubro de 2017 - Gravadora: Otemoyan Record, Burger Records, Heavenly Recordings - Formatos: CD, download digital, LP, cassette, streaming   | 41              | 45              |
| Punk   | - Lançamento: 13 de fevereiro de 2019 - Gravadora: Otemoyan Record, Burger Records, Heavenly Recordings - Formatos: CD, download digital, LP, cassette, streaming | 50              | 72              |
| Wink   | - Lançamento: 21 de maio de 2021 - Gravadora: Sub Pop, Otemoyan Record - Formatos: CD, download digital, LP, cassette, streaming                                  | 92              | 82              |
| Chai   | - Lançamento: 22 de setembro de 2023 - Gravadora: Sub Pop, Otemoyan Record - Formatos: CD, download digital, LP, cassette, streaming                              | —               | —               |

### EPs
| Hottaraka Series (ほったらかシリーズ)            | - Lançamento: 22 de agosto de 2015 - Gravadora: You Peace, Grand Pacific Work - Formatos: CD, download digital                         | —  | —  |
| Homegoro Series (ほめごろシリーズ)               | - Lançamento: 26 de abril de 2017 - Gravadora: Otemoyan Record - Formatos: CD, download digital                                        | —  | —  |
| Wagama-mania (わがまマニア)                      | - Lançamento: 9 de maio de 2018 - Gravadora: Otemoyan Record, Burger Records - Formatos: CD, download digital, LP, cassette, streaming | 33 | 43 |
| "—" indica que o trabalho não figurou na parada. | |    |    |

### Singles
| "Chai"                                                      | 2013 | —   | Não faz parte de um álbum |
| "Kōsui (My Name Is Chai)" (香水〜My name is CHAI〜)         | 2013 | —   | Não faz parte de um álbum |
| "Chūburarin" (ちゅーぶらりん)                               | 2014 | —   | Não faz parte de um álbum |
| "Sound & Stomach"                                           | 2017 | —   | Homegoro Series           |
| "Boyz Seco Men" (ボーイズ・セコ・メン)                      | 2017 | —   | Homegoro Series           |
| "N.E.O."                                                    | 2017 | 135 | Pink                      |
| "Sayonara Complex"                                          | 2017 | 135 | Pink                      |
| "Great Job"                                                 | 2018 | 62  | Punk                      |
| "Wintime" (ウィンタイム)                                    | 2018 | 62  | Punk                      |
| "Choose Go!"                                                | 2019 | 126 | Punk                      |
| "Future" (フューチャー)                                     | 2019 | 126 | Wagama-mania / Punk       |
| "No More Cake"                                              | 2020 | —   | Não faz parte de um álbum |
| "Ready Cheeky Pretty"                                       | 2020 | —   | Não faz parte de um álbum |
| "Keep On Rocking"                                           | 2020 | —   | Não faz parte de um álbum |
| "United Girls Rock'n'Roll Club" (Chai e Hinds)              | 2020 | —   | Não faz parte de um álbum |
| "Donuts Mind If I Do"                                       | 2020 | 153 | Wink                      |
| "Plastic Love"                                              | 2020 | 153 | Não faz parte de um álbum |
| "Action"                                                    | 2021 | —   | Wink                      |
| "Chokochippu Kamo Ne" (チョコチップかもね) (com Ric Wilson) | 2021 | —   | Wink                      |
| "Nobody Knows We Are Fun"                                   | 2021 | —   | Wink                      |
| "Ping Pong!" (com YMCK)                                     | 2021 | —   | Wink                      |
| "Miniskirt"                                                 | 2021 | —   | Não faz parte de um álbum |
| "Whole" (まるごと, Marugoto)                                | 2022 | —   | Não faz parte de um álbum |
| "—" indica que o trabalho não figurou na parada.            |      |     |                           |

#### Singles promocionais
| "Gyaranboo" (ぎゃらんぶー)                             | 2015 | —   | Hottaraka Series          |
| "Pichiku Pachiku Cuchiku" (ぴーちくぱーちくきゅーちく) | 2016 | —   | Hottaraka Series          |
| "Horechatta" (ほれちゃった)                            | 2017 | —   | Pink                      |
| "I'm Me" (アイム・ミー)                                | 2018 | —   | Wagama-mania              |
| "Center of the Face!"                                  | 2018 | —   | Wagama-mania              |
| "Let's! Gonjirō" (レッツ！ゴンじろー)                  | 2019 | 136 | Não faz parte de um álbum |
| "Tenkorin no Tēma" (てんこりんのテーマ)                | 2021 | —   | Não faz parte de um álbum |
| "Let's Love" (愛そうぜ！, Ai Sō ze!)                   | 2021 | —   | Não faz parte de um álbum |
| "In Pink" (com Mndsgn)                                 | 2021 | —   | Wink                      |
| "—" indica que o trabalho não figurou na parada.       |      |     |                           |

### Participações especiais
| Título                                        | Ano  | Artista(s)                   | Álbum                                                    |
| --------------------------------------------- | ---- | ---------------------------- | -------------------------------------------------------- |
| "Make Up! Make Up!"                           | 2018 | —                            | Chatmonchy Tribute: I Love Chatmonchy                    |
| "Summer Time Chill Out" (com Mana e Kana)     | 2018 | Yap!!!                       | Bichrome                                                 |
| "Follow the Big Wave" (com Mana, Kana e Yuna) | 2018 | Rei                          | Rei                                                      |
| "MLS"                                         | 2020 | Gorillaz, JPEGMAFIA          | Song Machine, Season One: Strange Timez (Deluxe Edition) |
| "FYO"                                         | 2021 | Michelle                     | —                                                        |
| "GNIBN II"                                    | 2021 | Helsinki Lambda Club, Peavis | Inception (of)                                           |
| "More Joy!"                                   | 2021 | Duran Duran                  | Future Past                                              |
| "Oh No!"                                      | 2022 | Mondo Grosso                 | Big World                                                |
| "Angry Girl"                                  | 2022 | Confidence Man               | Re-Tilt                                                  |